# Quinto Ejército (Japón)
El 5º Ejército Japonés (第5軍  Dai-go gun?) era un cuerpo de ejército del Ejército Imperial Japonés, con base en Manchukuo como guarnición, durante la Segunda Guerra Mundial bajo el (overall) mando del Ejército de Kwantung.

## Historia operacional
El 5º Ejército Japonés fue inicialmente creado el 7 de diciembre de 1937 en Manchukuo, como fuerza de guarnición, para vigilar la frontera oriental de posibles incursiones del Ejército Soviético.

Al tener su base en la frontera oriental, no tomó parte en el Incidente de Nomonhan, pero fue temporalmente disuelto el 26 de febrero de 1938. Más tarde, fue realistado el 19 de mayo de 1939 bajo control directo del Mando General del Ejército Imperial japonés.
Más adelante, fue puesto bajo el mando de la Ejército Japonés de la Primera Area, bajo el mando conjunto del Ejército de Kwantung, y fue utilizado, primordialmente, como fuerza de guarnición y entrenamiento.

Su equipamiento y tropas veteranas fueron enviados a otros mandos en el teatro de operaciones del sudeste de Asia, al deteriorarse gradualmente la situación bélica para Japón.
Al iniciarse la invasión soviética de Manchuria, sus pobremente equipadas y entrenadas fuerzas no fueron un obstáculo para las experimentadas divisiones acorazadas soviéticas y fueron empujadas hacia posiciones defensivas en la provincia de Andong a lo largo de Río Yalu, en la frontera coreana, en el momento de la rendición de Japón.
El 5º Ejército Japonés fue formalmente disuelto en Jixi, en septiembre de 1945.

## Lista de Comandantes

### Comandantes en Jefe
|   | Nombre                             | Desde                    | A                        |
| - | ---------------------------------- | ------------------------ | ------------------------ |
| 1 | General Motoo Furusho              | 8 de diciembre de 1937   | 26 de febrero de 1938    |
| 2 | General Kenji Doihara              | 19 de mayo de 1939       | 28 de septiembre de 1940 |
| 3 | Teniente General Shigeichi Hada    | 28 de septiembre de 1940 | 15 de octubre de 1941    |
| 4 | Teniente General Jo Iimura         | 15 de octubre de 1941    | 29 de octubre de 1943    |
| 5 | Teniente General Toshimichi Uemura | 29 de octubre de 1943    | 27 de junio de 1944      |
| 6 | Teniente General Noritsune Shimizu | 27 de junio de 1944      | Septiembre de 1945       |

### Jefes de Estado Mayor
|   | Nombre                            | Desde                  | A                     |
| - | --------------------------------- | ---------------------- | --------------------- |
| 1 | Teniente General Masatake Shina   | 8 de diciembre de 1937 | 26 de febrero de 1938 |
| 2 | Teniente General Shizuo Kurashige | 19 de mayo de 1939     | 9 de marzo de 1940    |
| 3 | Teniente General Shira Makino     | 9 de marzo de 1940     | 24 de abril de 1941   |
| 4 | Teniente General Senichi Tasaka   | 24 de abril de 1941    | 1 de julio de 1942    |
| 5 | Mayor General Masazumi Ineda      | 1 de julio de 1942     | 22 de febrero de 1943 |
| 6 | Teniente General Tadasu Kataoka   | 22 de febrero de 1943  | 3 de agosto de 1944   |
| 7 | Mayor General Shigesada Kawagoe   | 3 de agosto de 1944    | Septiembre de 1945    |